# Павліашвілі Йосип Рамінович
Йо́сип (Сосо́) Рамі́нович Павліашві́лі (нар. 29 червня 1964, Тбілісі) — грузинський проросійський і російський співак. 
Фігурант бази «Миротворець» (свідоме порушення державного кордону України; заперечення і відкрите виправдання російської агресії; концертна діяльність на тимчасово окупованій території України (АР Крим).

## Біографія
Народившиеся 29 червня 1964 року Тбілісі, Грузинська РСР, СРСР.
В 6 років почав навчатися гри на скрипці. Закінчив грузинську консерваторію у Тбілісі за класом скрипки. Коли служив у армії, долучився до естради. Після двох років служби в армії, у 24 роки почав співати. Згодом він став учасником ансамблю «Іверія», де пропрацював близько року. У 1989 році виступив на конкурсі в Юрмалі, де отримав «Гран-Прі».
Як правило, є автором музики, яку він виконує, але іноді залучає сторонніх композиторів для своїх пісень. Крім того, С. Павліашвілі плідно співпрацював із Михайлом Танічем, співпрацює з Іллею Рєзніком, Симоном Осіашвілі, Георгієм Карапетяном, Костянтином Губіним, Кареном Кавалеряном й іншими.
Любить футбол, КВК, працює в Москві, живе у Тбілісі та Москві.

## Дискографія
1. 1993 «Музыка друзьям» («SNC рекордз»)
2. 1996 «Пой со мной» («Becar Records»)
3. 1998 «Я и ты» («ОРТ рекордз»)
4. 2003 «О моей любви» («Мистерия звука»)
5. 2003 «Ждет тебя грузин!» («Мистерия звука»)
6. 2005 «Лучшие песни для Вас» («Проф мьюзик»)
7. 2007 «Вспоминайте грузина» («Монолит»)

## Відеокліпи
1. «Пой со мной»
2. «Москва»
3. «Я и ты»
4. «Ты станешь взрослым»
5. «Сильней чем прежде» (дует із Любов'ю Успенською)
6. «О моей любви»
7. «Где-то там вдали»
8. «Пролетели быстро годы»
9. «Ангел»
10. «Бэйби, ай лав ю»
11. «Вспоминайте грузина»
12. «Ждет тебя грузин»
13. «Забери свою любовь»
14. «Он»
15. «Помолимся за родителей»
16. «Просто»
17. «Россия» (дует із Тамарою Гвердцителі)
18. «Тост» (1,2,3,4)

## Фільмографія
1. 1997 «Найновіші пригоди Буратіно»
2. 2002 «Льодовиковий період»
3. 2002 «Дружна сімейка»
4. 2004 «33 квадратних метри» 4 сезон 17 серія — Ганс
5. 2006 «Перший швидкий»
6. 2007 «Королівство кривих дзеркал» — грузин, що замерзає
7. 2007 «Татусеві доньки»
8. 2010 «Новорічні свати»
9. 2011 «Поцілунок крізь стіну»

## Досягнення
- 1989 — Гран-прі фестивалю «Юрмала 1989»
- 1992 — Гран-прі фестивалю «Ступінь до Парнаса»
- 2000 — Гран-прі Балтійського музичного фестивалю у Швеції
- 2005 — «Орден Мецената» за щирість і безкорисливість

## Особисте життя
Цивільна дружина Ірина Понаровська
Перша дружина — Ніно Учанейшхвілі.
У 1997 році одружився з Іриною Патлах(бек-вокалістка гурту «Міроні»)

### Діти
- Син Леван Павліашвілі (нар. 1987) від Нино Учанейшхвілі. Навчався в Суворовському училищі. Закінчив «Військово-технічний університет Спецбуду Росії»[5]
- Донька Єлизавета (нар. 4 грудня 2004) від Ірини
- Донька Сандра (нар. 2 червня 2008) від Ірини[6]

## Цікаві факти
- Письменник-сатирик Ліон Ізмайлов у своїй книзі спогадів «Естрада — is my love. Від смішного до серйозного: Записки гумориста», стверджує, що народження Сосо Павліашвілі як вокаліста відбулося в Калгарі 1988 року під час тогорічних Зимових Олімпійських ігор. Сосо грав на скрипці в ансамблі «Іверія», а одного разу зважився заспівати на сцені, встановленій на майданчику в центрі міста. «Суліко» у виконанні Сосо вразила 50-тисячну аудиторію, сотні людей стояли в черзі по автографи.
- 2004 року Сосо Павліашвілі виступив на території Нагірного Карабаху, що викликало невдоволення з боку Азербайджану. Указом Міністерства культури та туризму Азербайджану Сосо Павліашвілі потрапив під заборону на радіо та телебачення республіки, йому також заборонили виступати з концертами в Баку. Прикметно, що до 2004 року Павліашвілі виступив 7 разів в Азербайджані.
- Махмуд Есамбаєв називав Павліашвілі «Камертоном Грузії»[7].
- Сосо Павліашвілі присвячено пісню «Привіт від Сосо» (рос. «Привет от Сосо») українського дуету «Карлос і Піндос». Кліп на цю пісню вийшов 2009 року. 19 лютого 2011 року дует виступив із цією піснею в телепрограмі «Хвилина слави».